# Petrocephalus christyi
Petrocephalus christyi es una especie de pez elefante eléctrico perteneciente al género Petrocephalus en la familia Mormyridae presente en varias cuencas hidrográficas de África, entre ellas el río Congo, el Pool Malebo y la región del Bajo Guinea con presencia en los ríos Sanaga y Nyong. Es nativa de la República Democrática del Congo, Camerún y Gabón; y puede alcanzar un tamaño aproximado de 7,7 cm.

## Estado de conservación
Respecto al estado de conservación, se puede indicar que de acuerdo a la IUCN, esta especie puede catalogarse en la categoría «Preocupación menor (LC)».